# Andreja Mali
Andreja Mali, född 17 november 1977 i Kamnik, är en slovensk tidigare skidskytt och dessförinnan längdåkare. 
Malis bästa världscupplacering kom säsongen 2002/2003 då hon slutade 4:a vid masstarten i Antholz. Hon har tagit en mästerskapsmedalj, år 2012 då hon vid världsmästerskapen i skidskytte 2012 var en del av det slovenska mixstafettlag som tog silvret. De övriga i laget var Teja Gregorin, Jakov Fak och Klemen Bauer.